# Yuawi López
Yuawi José de Jesús López Carrillo (Guadalajara, Jalisco, c. 2008), conocido como Yuawi López, es un cantante y militante político mexicano. Es conocido por sus hit singles políticos realizados para el partido Movimiento Ciudadano; «Movimiento Naranja», el cual lo convirtió en un ícono de la cultura popular en México, y después «Presidente Máynez», así también como por su labor militante para dicho partido interpretando diversas canciones para el mismo.
En 2014, participó como concursante de la segunda generación del programa musical de telerrealidad, La Academia Kids, producido por TV Azteca.
El hecho de ser un niño de origen huichol le permitió destacar en la esfera pública nacional, debido a la inusual inclusión de las culturas indígenas dentro de la política mexicana. Bajo este contexto, su militancia política inicialmente generó polémica debido al uso de su imagen como producto de marketing, sin dar ningún tipo de mensaje ni concienciación sobre la realidad indígena, además de ni siquiera hacer uso del idioma huichol.

## Biografía y carrera

### 2008-2014: primeros años
Yuawi José de Jesús López Carrillo nació alrededor de 2008 en Guadalajara, Jalisco, en la sierra norte de dicha localidad, siendo miembro de una comunidad wixárika, en español conocidos como huicholes. Fue criado únicamente por José López Robles, su padre, ya que su madre los abandonó cuando él apenas tenía tres años de edad. No obstante, durante su estancia en La Academia Kids, una mujer llamada Claudia Carrillo fue presentada como su mamá. Creció en un entorno musical, ya que su padre se desempeñaba como cantante y había sido fundador del grupo musical «El Venado Azul», compuesto por wixárikas.

### 2014:La Academia Kids
En 2014, a los seis años, concursó como integrante de la segunda generación de La Academia Kids, la versión infantil del programa de canto de telerrealidad La Academia, producido por TV Azteca. En el primer episodio, no pudo llegar a tiempo al programa debido a la lejanía de su vivienda rural con la Ciudad de México. Después de trece semanas de permanencia en la emisión, fue eliminado en la número catorce. Al concluir su participación en La Academia Kids, prosiguió con su vida viviendo alejado del medio artístico mientras estudiaba y trabajaba al mismo tiempo.

### 2018-presente: militancia enMovimiento Ciudadano
En 2018, Clemente Castañeda Hoeflich, el entonces coordinador nacional del partido político Movimiento Ciudadano, lo contactó para ofrecerle trabajo en las campañas políticas de su partido. Yuawi aceptó colaborar con él, expresándole que lo haría para cumplir su deseo de viajar y ayudar a los niños de la sierra. De esta manera, el mismo año se incorporó como militante, obteniendo reconocimiento nacional después de que se viralizara «Movimiento Naranja», la canción del partido que él mismo grabó e interpretó. Dicha pista, a pesar de ser parte de una campaña política, adquirió rápida popularidad en México y le otorgó cobertura mediática en distintos medios informativos, recibiendo entrevistas por la televisora Imagen Televisión para el noticiero Imagen noticias con Yuriria Sierra, por el periódico Milenio para el telediario Milenio noticias con Azucena Uresti, y por la cadena televisiva estadounidense Telemundo para Enfoque con José Díaz-Balart.
A finales de enero de 2018, la pista ocupó los primeros lugares de popularidad en Spotify de América Latina; en Uruguay tenía el número 6, en Nicaragua el 15, en Paraguay el 19, y en Guatemala el 30; mientras que en Europa, en España se posicionó en el número 10, y al poco tiempo pasó al número dos, además de convertirse en una de las canciones más retransmitidas en dicho país.
El éxito de su colaboración musical con Movimiento Ciudadano, cuya canción alcanzó, en su momento, las 18 millones de reproducciones en YouTube, llevó a que está fuera bautizada como una de las «campañas políticas más exitosas de América Latina». Su viralización también trajo consigo una breve controversia en torno al racismo y la discriminación en México, debido a un comentario del periodista Marco Martínez Soriano, quien despectivamente se refirió a él como «changuito disfrazado de indio». Aunado a esto, se crítico el poco cuestionamiento que se hizo en torno al por qué un niño indígena tenía que ser el representante de un partido político, siendo que este solamente se beneficiaba de la viralización y las ganancias generadas por el infante en plataformas de internet, como lo fue en Spotify.
En 2020, su canción consiguió internacionalizarse, al grado de ser uno de los temas musicales políticos utilizados durante la campaña electoral del expresidente boliviano, Carlos Mesa. A la par, en México Yuawi siguió con su carrera como cantante, realizando algunas presentaciones en vivo. Un año después, en 2021, se unió a la campaña de Samuel García en su candidatura a la gubernatura de Nuevo León, la cual logró ganar. El mismo año, se desató una polémica en torno a su trabajo musical, ya que se reveló que su representante, quien en ese momento era su papá, cotizaba sus presentaciones a 120 mil pesos por dos horas, y a 60 mil pesos si era para aparecer en eventos privados.
En 2024, grabó dos nuevos temas para poder respaldar al partido y a su candidato Jorge Álvarez Máynez en las elecciones federales de México de 2024, siendo estrenadas las canciones «Movimiento Fosfo Fosfo» y «Presidente Máynez». Esta última, al igual que «Movimiento Naranja», se viralizó en redes sociales y se creó otro suceso mediático, llegando incluso a ser utilizada como tema de baile en Corea del Sur y Japón. La canción además rompió récords de escucha en México por medio de Spotify, donde aproximadamente acumuló un total de 1,042,864 reproducciones a mediados de abril, y asimismo se colocó entre los primeros lugares de lo más reproducido de esa plataforma el mismo mes.

## Discografía

### Sencillos
| Año  | Título                                        | Discográfica      |
| 2018 | Movimiento Naranja Yuawi                      | Movimiento        |
| 2018 | México Baila El Movimiento Naranja            | Independiente     |
| 2018 | Soy Mexicano                                  | Colekthor         |
| 2018 | Movimiento Naranja (feat. Ed Hdz & Yuawi)     | Colekthor         |
| 2021 | Puro Nuevo León (Remix Yuawi)                 | Tribu Ciudadana   |
| 2021 | Ponte Nuevo, Nuevo León (Yuawi Remix)         | Mariana Rodríguez |
| 2021 | Ponte Nuevo, Nuevo León (Acústico)            | Barba González    |
| 2021 | Colima, Puedes Confiar                        | Tribu Ciudadana   |
| 2021 | Yeah Franyeah                                 | Tribu Ciudadana   |
| 2021 | Amor, Amor a Tlajo                            | Tribu Ciudadana   |
| 2021 | Ánimo Guadalajara                             | Tribu Ciudadana   |
| 2021 | Movimiento Naranja (Versión Trap)             | Tribu Ciudadana   |
| 2021 | Con el Caballo a Todo Galope                  | Tribu Ciudadana   |
| 2021 | Un Movimiento Bien Nayarita                   | Tribu Ciudadana   |
| 2021 | Durango Con Vivanco                           | Tribu Ciudadana   |
| 2021 | Llegó la Hora del Cambio Total                | Tribu Ciudadana   |
| 2021 | Movimiento Naranja - Maya                     | Tribu Ciudadana   |
| 2022 | Tamaulipas de 10                              | Tribu Ciudadana   |
| 2022 | ¡Ale, Ale, Alégrate! (Oaxaca)                 | Tribu Ciudadana   |
| 2022 | Súbele al Movimiento Naranja                  | Tribu Ciudadana   |
| 2024 | Movimiento Naranja 2024                       | Yuawi             |
| 2024 | Movimiento Fosfo Fosfo                        | Yuawi             |
| 2024 | Yulma ¡Cambio y Fuera!                        | Yuawi             |
| 2024 | Máynez ¡A Cambiar el Marcador!                | Yuawi             |
| 2024 | Presidente Máynez                             | Yuawi             |
| 2024 | Vota Vota Máynez                              | Yuawi             |
| 2024 | La Única Nueva                                | Yuawi             |
| 2024 | Lo Nuevo Es Félix                             | Yuawi             |
| 2024 | Lorenia Sí Puede                              | Yuawi             |
| 2024 | Vota Salomón                                  | Yuawi             |
| 2024 | Mónica Magaña. Por Zapopan Siempre Es Posible | Yuawi             |
| 2024 | Lo Nuevo Es Vida                              | Yuawi             |
| 2024 | Guadalupe Se Va a Poner Nuevo                 | Yuawi             |
| 2024 | Margarita Moreno, de Sol a Luna               | Yuawi             |
| 2024 | Mariananana                                   | Mariana Rodríguez |

## Filmografía
| Año  | Título                               | Papel    | Notas        |
| ---- | ------------------------------------ | -------- | ------------ |
| 2014 | La Academia Kids: Segunda generación | Él mismo | Participante |
| 2018 | Imagen noticias con Yuriria Sierra   | Él mismo | Entrevista   |
| 2018 | Milenio noticias con Azucena Uresti  | Él mismo | Entrevista   |
| 2018 | Enfoque con José Díaz-Balart         | Él mismo | Entrevista   |